# Karl Lackner (Jurist)
Karl Lackner (* 18. Februar 1917 in Maikammer; † 13. März 2011 in Heidelberg) war ein deutscher Jurist und Professor für Strafrecht.

## Leben und Wirken
Karl Lackner wurde als Sohn eines Oberamtsanwalts in Maikammer geboren und besuchte Schulen in Bochum und Bonn. Nach bestandenem Abitur 1936 ging er zum Studium der Rechtswissenschaften an die Universitäten Bonn und München. 1939 machte er sein Examen. Im Zweiten Weltkrieg wurde er 1940 Soldat, 1942 Leutnant der Flakartillerie. Er wurde in Frankreich, der Sowjetunion und Dänemark eingesetzt und geriet schließlich in Kriegsgefangenschaft, aus der er im Juli 1945 entlassen wurde.
Bereits 1946 wurde er an der Universität Bonn bei Hellmuth von Weber promoviert. Es folgte sein Referendariat, das er 1948 mit dem zweiten Examen abschloss. Danach arbeitete er als Gerichtsassessor an den Landgerichten Bonn und Köln sowie am Oberlandesgericht Köln. 1950 heiratete er. Im selben Jahr wurde er zum Landgerichtsrat ernannt und ging zum Bundesministerium der Justiz, wo er für das Jugendstrafrecht zuständig war. 
Von 1963 bis zu seiner Emeritierung 1982 lehrte er als Professor an der Universität Heidelberg. Besonders bekannt wurde Lackner durch den von ihm verfassten Kommentar zum Strafgesetzbuch.
Er betreute die Habilitationen von Ingeborg Puppe und Jörg Tenckhoff.

## Veröffentlichungen
- Vermögen und Vermögensbeschädigung in der Betrugstheorie des Reichsgerichts. Dissertation Universität Bonn, 1946.
- Kristian Kühl: Strafgesetzbuch, 27. Auflage des von Eduard Dreher und Hermann Maassen begründeten und von Karl Lackner, seit der 21. Auflage neben ihm von Kristian Kühl, seit der 25. Auflage von diesem allein fortgeführten Werkes, München, C.H.Beck 2011, ISBN 978-3-406-60993-0